# Nathan Rennie
Nathan Rennie (Penrith, 13 de mayo de 1981) es un deportista australiano que compitió en ciclismo de montaña en la disciplina de descenso. Ganó una medalla de bronce en el Campeonato Mundial de Ciclismo de Montaña de 2006.

## Medallero internacional
| Campeonato Mundial | Campeonato Mundial      | Campeonato Mundial | Campeonato Mundial |
| Año                | Lugar                   | Medalla            | Competición        |
| ------------------ | ----------------------- | ------------------ | ------------------ |
| 2006               | Rotorua (Nueva Zelanda) | Medalla de bronce  | Descenso           |